# Ligne U3 du métro de Munich
La ligne U3 du métro de Munich, est une ligne longue de 21,177 kilomètres, dont 5,8 kilomètres de section commune avec la ligne U6, du métro de Munich.

## Caractéristiques

### Ligne
La ligne U3 est longue de 21,177 kilomètres, dont 6,3 kilomètres de tronc commun avec la ligne U6,.

### Liste des stations
La ligne comporte 25 stations :
|  |   |  | Station                     | Secteur | Correspondances.                           |
|  | - |  | --------------------------- | ------- | ------------------------------------------ |
|  | ■ |  | Moosach                     |         |                                            |
|  | • |  | Moosacher St.-Martins-Platz |         |                                            |
|  | • |  | Olympia-Einkaufszentrum     |         | (U1) · (U7)                                |
|  | • |  | Oberwiesenfeld              |         |                                            |
|  | • |  | Olympiazentrum              |         | (U8)                                       |
|  | • |  | Petuelring                  |         | (U8)                                       |
|  | • |  | Scheidplatz                 |         | (U2) · (U8)                                |
|  | • |  | Bonner Platz                |         |                                            |
|  | • |  | Münchner Freiheit           |         | (U6)                                       |
|  | • |  | Giselastraße                |         | (U6)                                       |
|  | • |  | Universität                 |         | (U6)                                       |
|  | ■ |  | Odeonsplatz                 |         | ,                                          |
|  | ■ |  | Marienplatz                 |         | , S-Bahn via la gare de Munich-Marienplatz |
|  | ■ |  | Sendlinger Tor              |         | ,                                          |
|  | • |  | Goetheplatz                 |         | (U6)                                       |
|  | • |  | Poccistraße                 |         | (U6)                                       |
|  | • |  | Implerstraße                |         | (U6)                                       |
|  | • |  | Brudermühlstraße            |         |                                            |
|  | • |  | Thalkirchen                 |         |                                            |
|  | • |  | Obersendling                |         |                                            |
|  | • |  | Aidenbachstraße             |         |                                            |
|  | • |  | Machtlfinger Straße         |         |                                            |
|  | • |  | Forstenrieder Allee         |         |                                            |
|  | • |  | Basler Straße               |         |                                            |
|  | ■ |  | Fürstenried West            |         |                                            |